# ランブイエ侯爵夫人カトリーヌ・ド・ヴィヴォンヌ

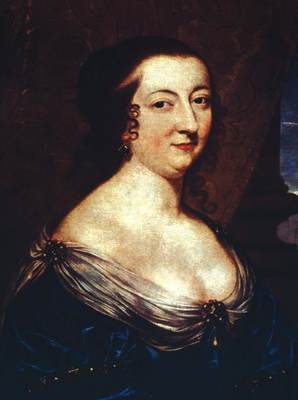
作者不詳、17世紀に描かれた肖像画

ランブイエ侯爵夫人カトリーヌ・ド・ヴィヴォンヌ（Catherine de Vivonne, marquise de Rambouillet、1588年 - 1665年12月2日）は、フランス王国の貴族。17世紀フランスに最初で最大のサロンを開いたことで有名。彼女のサロンは言語、会話、礼儀、風俗など社交生活のあらゆるものに影響を及ぼし、フランスの洗練された社交界の基礎は彼女によって形作られた。その影響は極めて大きい。

## 生涯とそのサロンについて
ピサニ侯爵で、ローマに駐在していたフランス大使のジャン・ド・ヴィヴォンヌ(Jean de Vivone,marquise de Pisani)と、ローマの4大名門貴族の1つであるサヴェリ家出身のジュリア・サヴェリ(Julia Savelli)との間に1588年にローマで生まれた。ルネサンスが円熟期を迎えていたイタリアで育ち、文明の空気を存分に吸収して育った。幼少のころから学問や芸術を修め、特に語学が堪能であったという。1595年、7歳の時に一家そろってフランスへ帰国し、イタリア人扱いであったため、1594年にフランスに帰化した。1600年には僅か12歳で、後にランブイエ侯爵となるシャルル・ダンジェンヌ(Charles d'Angennes)と結婚した。1611年に夫の父親が亡くなったため、正式にランブイエ侯爵夫人と名乗れるようになり、アンリ4世の宮廷にも出入りできるようになった。夫はルイ13世の衣装部屋係や、旅団長を務め、後に外交官となった。
カトリーヌはフランスに帰化して後も、ルネサンス・ローマを知ることによって得られた優美な気風を失うことなく、精神的なしなやかさや、活発さ、優雅さを失わなかった。そのような彼女にとって、当時のアンリ4世の宮廷の雰囲気はとても耐えられるものではなかった。「垢じみたレースの襟をつけ、ニンニクと安酒の匂いのする男たちが入り口にたむろし、小刀で歯をほじくり、階段下で立ち小便をする」「万事田舎風」であったという。長年に亘る内乱、宗教戦争がようやく落ち着き、王権が確立されてまだ間もなかったこの頃は、粗野な雰囲気が宮廷にみなぎっていたのである。宮廷だけでなく、世間も同じようなものであった。乱れ切った世の中は平和と秩序を、とりわけ優雅な風俗を求めた。戦争の終結によって肩書や武勇は急速に価値を失い、それらを自らの存在価値としてきた貴族たちは拠り所を失って、それらに代わるものを欲していた。
1607年、19歳の時に長女ジュリー・ダンジェンヌを身籠った。夫人は病弱であったらしく、病気を理由に宮廷から去った。当時宮廷の社交生活を辞することなど極めて稀なことであり、宮廷の蛮風に失望したのが、原因ではないかと考えられている。カトリーヌはオノレ・デュルフェの小説「アストレ」で描かれるユートピアに憧れ、これを自邸で実現しようと考えた。当時の貴族たちにはこの小説に描かれるような風俗の純化が必要であると考えたからである。諸説あって正確にはわからないが、自邸に1610年頃、サロンを開いた。
サロンは広く世間に受け入れられた。世の中が求めていた優雅な風俗を提供することができたし、カトリーヌ自身が当時ヨーロッパの社交の中心地であったイタリアで育ち、その洗練をよく知っていたため、それをもたらすことができる魅力を備えていたからである。このサロンには多くの人が集まることとなり、これまでの社会に通用していた道徳とはまた違った社交界のしきたりが生まれた。他人に不快を与えないよう、態度、服装などに注意し、一切の過激さを排除する。こうしてオネットム (honnête homme) と呼ばれる社交人の典型が生まれた。貴族たちはこの社交人の典型を理想とし、ここに武勇に代わる拠り所を見出した。貴族の優越は生き方、話し方、振舞いなどによって決定されるようになり、交際や会話、文通の官能化、快楽の追及などが行われ、かくして「ギャラントリー(Galanterie)」を体現するに至ったのである。
彼女のサロンに出入りする才媛をプレッシューズ(Précieuses)、男性ならプレッシュー(précieux)と呼んだ(プレッシューズという言葉が、モリエールの「才女気取り」において攻撃対象となったように、「衒学的で、お高くとまっている女」といった意味を帯びたのは1650年代になってからである。この当時、つまり1620～30年代の段階では、侮蔑的な意味は持っておらず、彼女たちをプレッシューズと呼ぶとき、その意味で解釈するのは誤りである)。
プレッシューズの主張や風潮をプレシオジテ(Préciosité)と呼び、夫人を中心とする社交界を母胎として発展していった。プレシオジテは1680年代頃に終わりを迎えるが、その期間を大別して2期に分けることができる。ランブイエ侯爵夫人のサロンを中心としていた前期(1620～1648年)とマドレーヌ・ド・スキュデリーのサロン「土曜会」を中心とする後期(1650～80年)である。元々プレシオジテは、先述したように「粗野で殺伐とした風潮を一掃する」ことに目的があった。確かに、モリエールが嘲笑、攻撃したように滑稽な面もあったが、フランス文学や社会に果たした貢献は決して少ないものではない。プレシオジテによって、風俗は浄化され、フランス語は美しく洗練された言語へと進化した。現代フランス語においても、彼女たちの創案による語句や表現は多く残っている。このように、プレシオジテはフランス人の精神と深くかかわりを持っているものであり、この風潮にランブイエ侯爵夫人は多大な影響を与えている。
彼女のサロンは世俗的、貴族的なサロンで、人々は何よりも楽しむことを求めた。最も重視されたのは階級などではなく、機知に富み、気の利いた会話で人を惹き付ける能力であった。実際、ワイン商人の息子として生まれた詩人のヴォワチュールは、その才知と人柄の魅力によってサロンの中心的な存在となっている。文学も遊びの中の1つでしかないながらも、もてはやされ、ロンド、マドリガル、エニグマなど、流行する小作品の制作が広く行われた。「ル・シッド論争」や「ヨブ」と「ユラニー」の優劣を巡っての論争など、様々な文学論争にも参加した。それに疲れると他愛もない遊びや冗談に興じ、天気の良い日には野外に出て舞踊や仮装を楽しんだ。
1645年7月に、長女のジュリー・ダンジェンヌが結婚し、モントジエ夫人となった。同じ頃に次女が院長を務めていた修道院から、預けていた末娘のアンジェリック・クラリスを邸宅に引き取った。アンジェリックはランブイエ嬢(Mlle de Rambouillet)と呼ばれるようになった。名前と赤い髪のかつらを、サロンの常連だったアンジェリック・ポーレから受け継いだようである。ヴォワチュールやランブイエ邸の執事シャヴァロッシュ(Jead de Chavaroche)も、ジュリーやアンジェリックに想いを寄せていたことがその手紙に残っている。彼らは歳も身分も離れた娘たちをめぐって争い、ついに邸宅の庭先で刃傷沙汰を起こした。この結果、ヴォワチュールはランブイエ邸宅への出入りを禁じられてしまった。
アンジェリックはタルマン・デ・レオーによって、侮蔑的な意味での「プレッシューズ」であると名指しされている。彼による証言がある:
このほかにもマドレーヌ・ド・スキュデリーなどによる論評がある。上に見たタルマン・デ・レオーによる2つの評からは「プレッシューズ」の特徴、すなわち高飛車な態度、感性の異なる相手との付き合いを避けようとする態度、語彙や発音などへの過敏さ、などが読み取れる。
アンジェリックは1658年4月29日、グリニャン伯爵(François-Adhémar de Monteil,comte de Grignan)と結婚し、グリニャン伯夫人となった。1663年7月には娘が生まれるが、翌年12月22日に死去した。
結局、サロンの中心的な存在だった詩人ヴォワチュールは邸宅への出入り禁止を解かれないまま、1648年に死去した。同年にフロンドの乱が勃発したため、サロンは一時閉館となった。乱が終結したかと思えば、終結と同じ年に夫であるランブイエ侯爵が死去するなど、相次ぐ事件と社会情勢に飲み込まれ、サロンは急速に人気を失っていったが、1665年の夫人の死去まで続いていた。

## サロンの常連たち

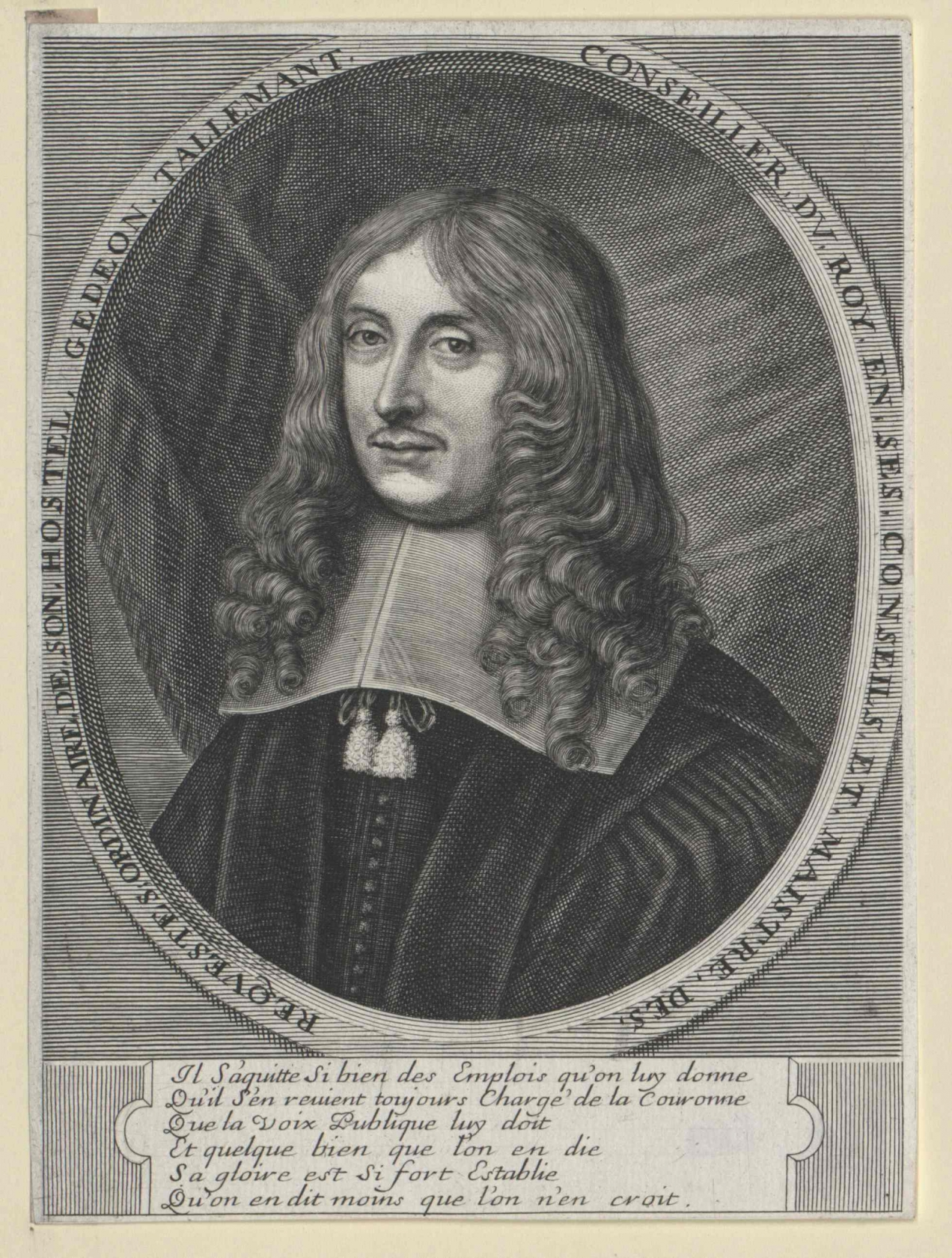
タルマン・デ・レオーの肖像画。ランブイエ邸やそこに集った人々について多くの記録を遺した

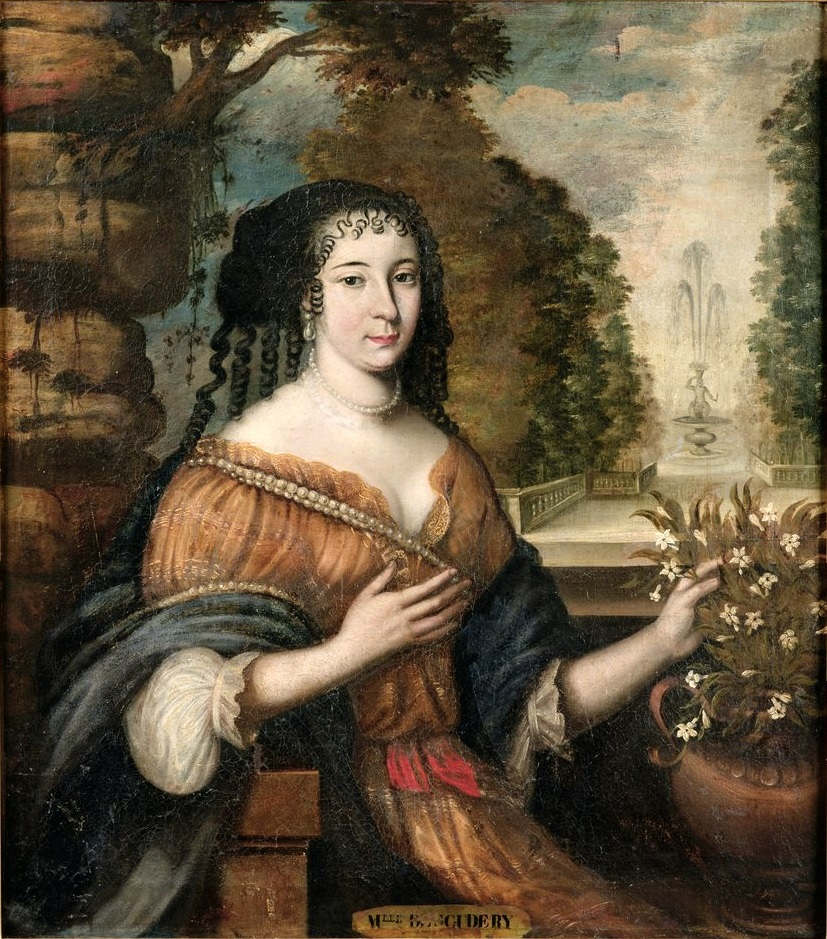
マドレーヌ・ド・スキュデリー。後に彼女もサロン「土曜会」を開いたが、「土曜会」は17世紀を代表するサロンの1つとなった

- フランソワ・ド・バッソンピエール ※バッソンピエール元帥とも
- アンリ・ド・ションベール
- ベルガルド公爵
- ラ・トレムイユ公爵
- ギッシュ伯爵
- 枢機卿ラ・ヴァレット
- 枢機卿リシュリュー
- ダンギヤン公爵 ※後の大コンデ公
- マルシヤック公爵 ※後のラ・ロシュフコー公爵
- コンバレ夫人 ※リシュリューの姪
- アンヌ・マリー・ルイーズ・ドルレアン
- サブレ夫人
- アンジェリック・ポーレ
- アンヌ・ジュヌヴィエーヴ・ド・ブルボン＝コンデ ※後のロングヴィル公爵夫人
- エリザベート＝アンジェリック・ド・モンモランシー＝ブトヴィル ※後のシャティヨン公爵夫人
- ヴァンサン・ヴォワチュール
- フランソワ・ド・マレルブ
- オノラ・ド・ブイユ・ド・ラカン
- ロジェ・ド・ビュシー=ラビュタン
- ジャン・シャプラン
- フランソワ・メナール
- ジャン=ルイ・ゲ・ド・バルザック
- ギヨーム・コルテ
- ピエール・コルネイユ
- ジャン・デマレ・ド・サン＝ソルラン
- アントワーヌ・ジラール・ド・サン＝タマン
- クロード・ファヴル・ド・ヴォージュラ
- ジャン・オジエ・ド・ゴンボー
- ヴァランタン・コンラール
- ジル・メナージュ
- ジェデオン・タルマン・デ・レオー
- アントワーヌ・ゴドー
- ジョルジュ・ド・スキュデリー
- マドレーヌ・ド・スキュデリー
- シャルル・コタン
- ポール・スカロン（マントノン夫人の最初の夫）
- イザーク・ド・バンスラード
- ジャン・ロトルー
- ジャン・メレ
- セヴィニエ侯爵夫人
- ラファイエット夫人

国王家を含む大貴族、名門貴族から文人まで、現在からしても錚々たる顔ぶれが常連であった。

## 評判
こういったランブイエ侯爵夫人に関する論評はかなりの数のものが遺されており、その内容が彼女を賛美し、時にプレッシューズとして神格化さえしているところから、当時の彼女のサロンがいかにパリで存在感を放っていたかが窺える。こうした論評のおかげで、たとえサロンが時代の波にのまれて衰退しても、彼女と、そのサロンに対する尊崇の念が脈々と受け継がれていったのである。

### 神話化
フランス革命後、宮廷社会の消滅に伴ってサロンも衰退していった。19世紀の王政復古時代に、社交界の歴史を著し、復元しようとする潮流が興った。これは社交界とキリスト教の共存社会を理想とする思想によるもので、17世紀を貴族的洗練のキリスト教世紀として理想化し、18世紀を卑劣で不敬虔な世紀であると位置づけた。この時期には17世紀のサロンに関する書物が次々と刊行されており、1835年には政治家で歴史家でもあったピエール・ルイ・ドゥ・ロエデレル伯爵によって「フランス社交界史に貢献するための回想録」という書物が刊行された。この書物において、ランブイエ侯爵夫人、ならびにそのサロンは理想化されているが、それは革命の世紀への嫌悪と、王政復古期の貴族が抱くアンシャン・レジーム期への郷愁によるものであった。ランブイエ侯爵夫人のサロンこそ、貴族時代の象徴であり、それを復元することは即ち貴族時代の復元につながるからである。かつて、宗教戦争後に小説「アストレ」に登場するユートピアを再現しようとして起こったランブイエ侯爵夫人のサロンが、200年の時を経て、ユートピアとして求められる時代がやってきたのである。

## ランブイエ侯爵夫人邸について

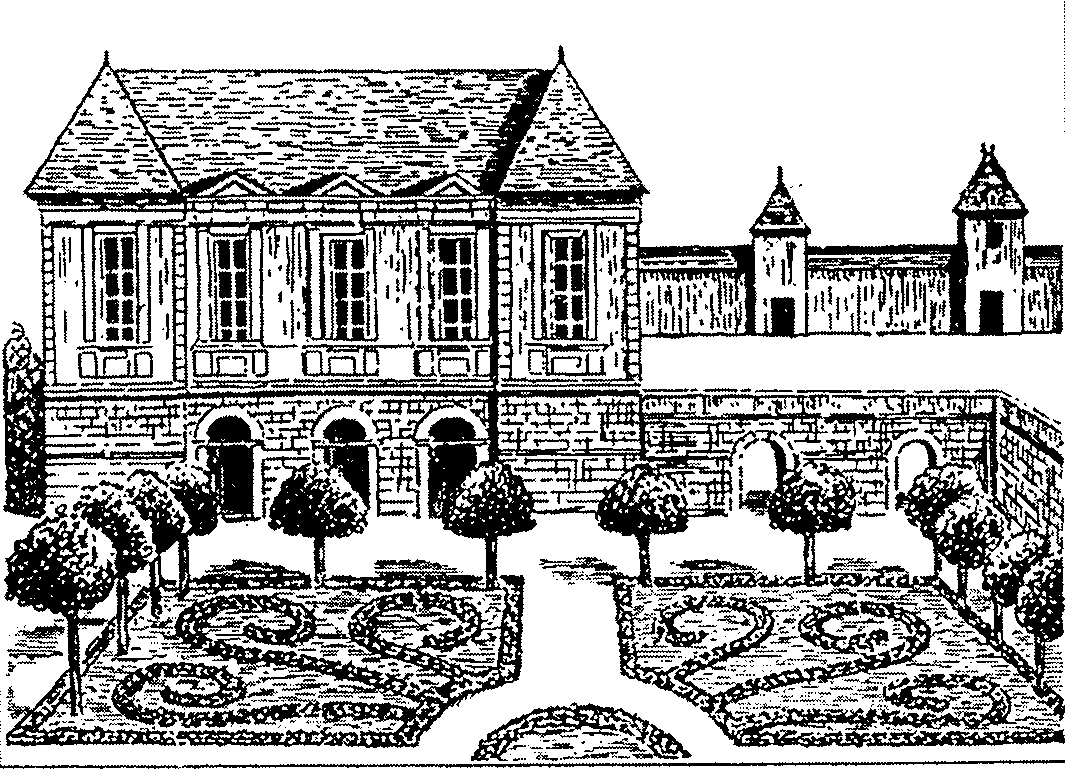
ランブイエ邸の外観図

図面が現存していないため不明な点も多く、これまで様々な人物によって復元の試みが行われてきたが、全貌の解明には至っていない。歴史家アンリ・ソーヴァルが1724年に著した「パリの古美術品の研究史( Histoire Et Recherches Des Antiquites de La Ville de Paris )」によれば、敷地は税金支払い義務のある特別な地区にあった。サン・トマ・デュ・ルーヴル通りに面し、盲人施設のキャーンズヴァン病院の庭園と隣接していたという。元々この邸宅は、由緒ある貴族所有の建物であったが、13～4世紀に建造されたため、かなり古く、17世紀の建築法則からすれば時代遅れであった。夫人の父親であるピザニ侯爵が1606年に取得したのち、1611年にランブイエ侯爵夫妻が相続した。
自邸の改築を行った際には、自ら設計した。タルマン・デ・レオーによれば、中央の大階段を挟んで、片側に広間、もう片側に部屋という不規則で狭い住居構造であったが、敷地を有効に使うために、階段を建物の端に設置し、廊下なしですぐ部屋にはいれるようになり、床は高く、窓と扉も広く高くなったとのことである。階段を建物の端に設置するというのは、当時かなり斬新なアイデアで、マリー・ド・メディシスがリュクサンブール宮殿を建築する際には参考にしたという。
サロンで中心的な存在であったヴォワチュールの夫人あての手紙には次のような一節が見られる:
1638年9月にルイ14世が誕生し、それをフィレンツェへ伝えるフランス国王の使臣としてヴォワチュールが選ばれたため、当時パリを離れていた。ランブイエ侯爵夫人に宮殿の様子を仔細に伝えるように言われたのでその道中で認められた手紙であり、この一節は明らかに夫人邸を念頭に置いている。無理難題に苦慮しながらも、夫人邸と同じように斬新な設計であったことをほのめかしているわけである。ちなみにこの旅でヴォワチュールはタルマン・デ・レオーと出会い、彼をサロンに紹介した。上述の手紙はタルマン・デ・レオーによって伝えられているものである。
邸宅の寝室には、当時用いられていた赤と金色ではなく、青色を用いていた。こちらも斬新で、この部屋は「青い部屋(Chambre Bleu)」として有名となった。ソーヴァルの書物においては、邸宅の事例として最初に夫人邸が紹介され、「最も素晴らしい邸宅」とされている。その庭園は「多くの不思議が語られる名高い名園」とされており、夫人の私室から見えていたテュイルリー宮殿の庭園を参考に作られたという。中央には噴水があり、必死で水源を確保しようとしたことが手紙の存在から明らかとなっているが、ちょろちょろ水が流れ出る程度にしか出なかったようである。窓にはフレンチウィンドウを採用した。フレンチウィンドウは夫人が考案したともいわれるが、単に都会では防犯上の理由から用いられていなかっただけであり、郊外で目にしたものをヒントに、採用しただけであると考えられる。

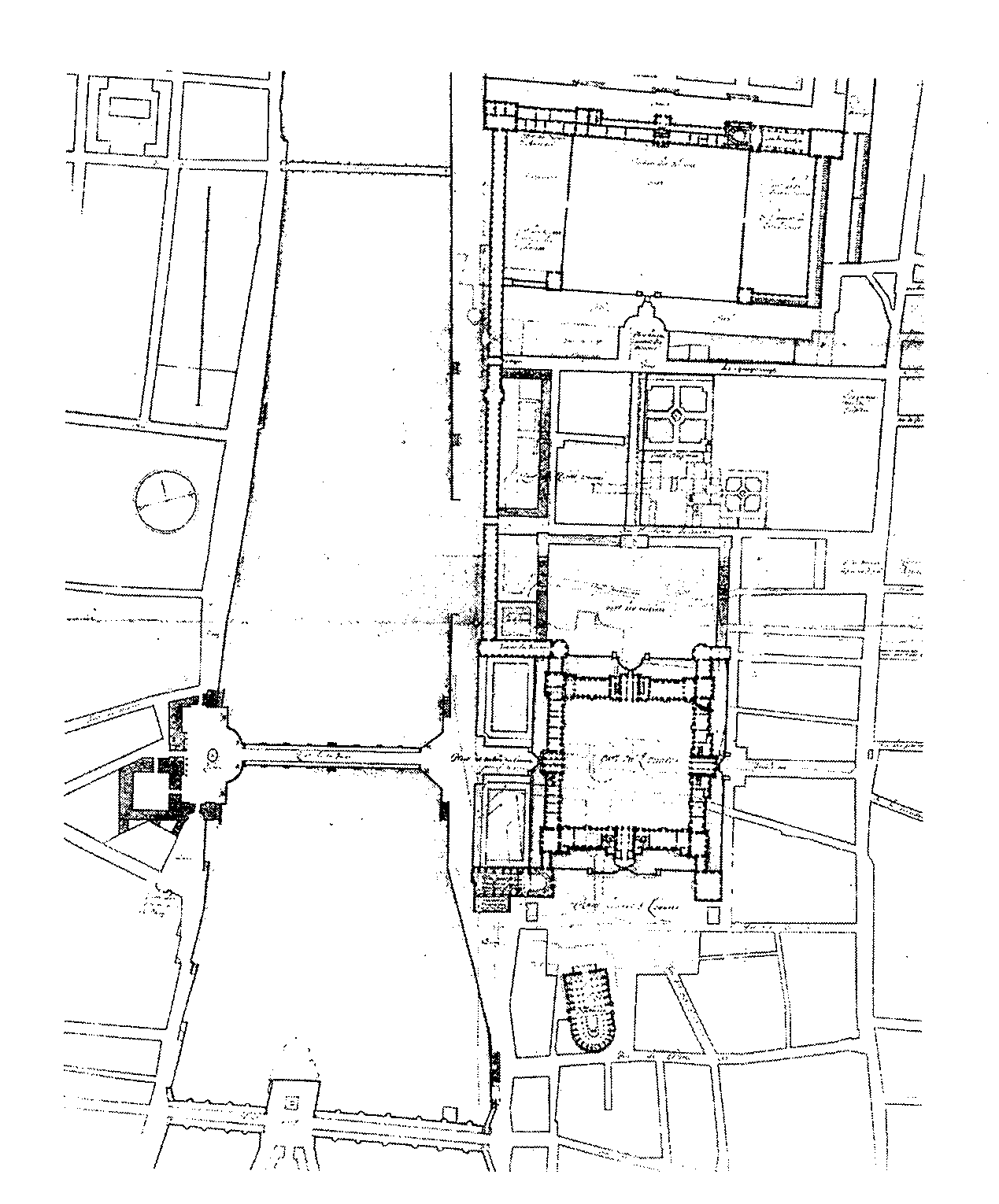
1660年のルーヴル宮殿拡張工事の計画案。中央が宮殿、その上のL字型の敷地がランブイエ邸

改築工事は以下のような経緯をたどった:

1614年、キャーンズヴァン病院の墓地に面して、窓を4つ作る権利を取得

1615年、パリ市民のうち200人だけに許されていたテュイルリー宮殿への水道管に配管する特権を取得

1618年、着工

1619年、建設中の暖炉を支えるため、墓地の中に1本の支柱を設置する権利を取得

1620年、完成
工事管理はマルク・ピオシュ(Marc Pioche)が担当した。ピオシュはラファイエット夫人の父親で、後にラファイエット夫人はサロンの常連となった。夫人の設計の随所に見られる工夫は、後々になって建設された様々な邸宅にも見られるものであり、インテリアの発展につながった。ソーヴァルは「建築家に楽しみと心地よさと、完全な美を教えた」としている。